# CONCACAF Futsal Championship 2016
Il CONCACAF Futsal Championship 2016 è stato il 6º campionato nordamericano e si è disputato dall'8 al 14 maggio 2016 a San José, in Costa Rica. I padroni di casa hanno vinto il titolo per la terza volta.

## Squadre qualificate
| Pr. | Squadra    | Data di qualificazione certa | Partecipante in quanto                | Ultima presenza |
| --- | ---------- | ---------------------------- | ------------------------------------- | --------------- |
| 1   | Messico    | 8 luglio 2012                | Qualificata automaticamente           | Guatemala 2012  |
| 2   | Canada     | 5 maggio 2016                | Vincitore zona Nord America           | Guatemala 2012  |
| 3   | Costa Rica | 2 febbraio 2016              | Nazione ospitante                     | Guatemala 2012  |
| 4   | Guatemala  | 30 gennaio 2016              | Vincitore zona Centro America         | Guatemala 2012  |
| 5   | Panama     | 30 gennaio 2016              | Secondo posto Zona Centro America     | Guatemala 2012  |
| 6   | Cuba       | 24 gennaio 2016              | Vincitore zona Caraibi                | Guatemala 2012  |
| 7   | Curaçao    | 24 gennaio 2016              | Secondo posto zona Caraibi Zona Ovest | Esordiente      |
| 8   | Honduras   | 5 maggio 2016                | Vincitore play-off                    | Esordiente      |

## Fase a gironi

### Gruppo A
| Squadra   | Pti | G | V | N | P | GF | GS | DR  |
| --------- | --- | - | - | - | - | -- | -- | --- |
| Panama    | 9   | 3 | 3 | 0 | 0 | 18 | 7  | +11 |
| Guatemala | 6   | 3 | 2 | 0 | 1 | 13 | 10 | +3  |
| Messico   | 3   | 3 | 1 | 0 | 2 | 12 | 11 | +1  |
| Honduras  | 0   | 3 | 0 | 0 | 3 | 8  | 23 | -15 |

| Arbitro: | Victor Prendas |

|                  |           | |
| Triminio 14'24'’ | Marcatori | 6'23'’, 12'28'’ Saldívar 17'05'’ Alemán 19'53'’ Hernández 20'43'’ Rodríguez 28'49'’ Resendes 29'42'’ Tovar |

| Arbitro: | Sergio Cabrera |

|              |           |                                                       |
| Ruiz 25'43'’ | Marcatori | 12'13'’, 22'43'’ Mena 19'10'’ Pérez 19'53'’ Goodridge |

| Arbitro: | Shane Butler |

| |           |                                                  |
| Brown 7'13'’ Rivas 11'54'’ Pérez 15'41'’ Goodridge 19'08'’, 29'29'’, 36'00'’ Vásquez 21'54'’ Sánchez 29'52'’, 39'56'’ Hinks 31'20'’ | Marcatori | 11'44'’ Moncada 25'01'’ Montes 30'14'’ Valeriano |

| Arbitro: | Roberto Sánchez |

|                                  |           |                                                                                      |
| Alemán 10'54'’ Hernández 29'34'’ | Marcatori | 0'43'’ Alvarado 3'59'’ González 18'25'’, 34'25'’ Santizo 37'34'’ Merida 39'20'’ Ruiz |

| Arbitro: | Jorge Flores |

|                                            |           |                                                       |
| Saldívar 8'44'’ Hernández 12'29'’, 39'59'’ | Marcatori | 20'38'’ Goodridge 28'32'’, 32'43'’ Mena 34'29'’ Pérez |

| Arbitro: | Lance Vahanitsma |

|                                                                     |           |                                                               |
| Arevalo 8'12'’, 13'27'’, 20'30'’, 24'59'’ Mansilla 11'37'’, 16'15'’ | Marcatori | 6'10'’, 25'11'’ Rivera 18'17'’ (aut.) Alvarado 31'40'’ Montes |

### Gruppo B
| Squadra    | Pti | G | V | N | P | GF | GS | DR  |
| ---------- | --- | - | - | - | - | -- | -- | --- |
| Costa Rica | 9   | 3 | 3 | 0 | 0 | 15 | 5  | +10 |
| Cuba       | 4   | 3 | 1 | 1 | 1 | 8  | 11 | -3  |
| Canada     | 3   | 3 | 1 | 0 | 2 | 13 | 14 | -1  |
| Curaçao    | 1   | 3 | 0 | 1 | 3 | 8  | 14 | -6  |

| Arbitro: | Carlos González |

|                   |           |                |
| Bernardus 27'09'’ | Marcatori | 14'17'’ Mariño |

| Arbitro: | Francisco Rivera |

|                                          |           |                        |
| Brenes 19'36'’, 34'42'’ Paniagua 21'17'’ | Marcatori | 4'36'’, 35'36'’ Moojen |

| Arbitro: | Leroy Brown |

| |           |                                                   |
| Belguendoz 0'55'’, 28'56'’ Chamale 16'36'’ Rodriguez 16'51'’ Assadpour 20'17'’ Moojen 33'51'’ Jauregui 34'55'’ | Marcatori | 5'36'’, 33'23'’ Ascencion 15'33'’, 27'27'’ Janzen |

| Arbitro: | Luis Aguilar |

|  |           |                                                                                     |
|  | Marcatori | 6'27'’ Sandi 13'37'’, 38'03'’ Cordero 14'42'’ Brenes 28'36'’ Cubillo 35'12'’ Zuñiga |

| Arbitro: | Shane Butler |

| |           |                                                           |
| Fiallo 14'07'’, 26'45'’, 28'02'’ Hernández 28'56'’ Martínez 29'27'’ Socarras 36'08'’ Suárez 38'02'’ | Marcatori | 17'21'’ Bennett 33'07'’, 33'23'’ Moojen 35'20'’ Assadpour |

| Arbitro: | Carlos de la Cruz |

|                                                                                      |           |                                                   |
| Cubillo 1'27'’ Cordero 2'03'’ Sandi 5'47'’ Mora 7'11'’ Vindas 11'19'’ Molina 14'25'’ | Marcatori | 9'18'’ Pauletta 18'03'’ Espacia 38'50'’ Bernardus |

## Fase a eliminazione diretta
|  | Semifinali   | Semifinali   | Semifinali |            |        | Finale          | Finale          | Finale          |  |
|  |              |              |            |            |        |                 |                 |                 |  |
|  | Panama (dts) | Panama (dts) | 6          |            |        |                 |                 |                 |  |
|  | Panama (dts) | Panama (dts) | 6          |            |        |                 |                 |                 |  |
|  | Cuba         | Cuba         | 5          |            |        |                 |                 |                 |  |
|  | Cuba         | Cuba         | 5          |            | Panama | Panama          | 0               |                 |  |
|  |              |              |            |            | Panama | Panama          | 0               |                 |  |
|  |              |              | Costa Rica | Costa Rica | 4      |                 |                 |                 |  |
|  | Costa Rica   | Costa Rica   | Costa Rica | Costa Rica | 4      | 7               |                 |                 |  |
|  | Costa Rica   | Costa Rica   |            |            |        | 7               |                 |                 |  |
|  | Guatemala    | Guatemala    | 1          |            |        | Finale 3º posto | Finale 3º posto | Finale 3º posto |  |
|  | Guatemala    | Guatemala    | 1          |            |        |                 |                 |                 |  |
|  |              |              |            |            |        |                 |                 |                 |  |
|  |              |              |            |            |        | Cuba            | Cuba            | 2               |  |
|  |              |              |            |            |        | Cuba            | Cuba            | 2               |  |
|  |              |              |            |            |        | Guatemala       | Guatemala       | 3               |  |

### Semifinali
| Arbitro: | Francisco Rivera |

|                                                                             |           |                                                                            |
| de León 5'09'’ Sánchez 11'14'’, 13'12'’ Pérez 19'04'’, 33'07'’ Mena 41'16'’ | Marcatori | 14'57'’, 28'23'’ Márquez 20'39'’ Martínez 24'28'’ Domínguez 32'44'’ Fiallo |

| Arbitro: | Sergio Cabrera |

| |           |                 |
| Cordero 21'03'’, 22'42'’ Zuñiga 21'58'’, 26'11'’ Cubillo 36'57'’ Paniagua 37'27'’ (rig.) Solís 39'45'’ | Marcatori | 34'28'’ Santizo |

### Finale 3º/4º posto
| Arbitro: | Einer Arce |

|                                      |           |                                         |
| Fiallo 19'22'’ Portal 32'59'’ (rig.) | Marcatori | 2'04'’, 7'26'’ Santizo 14'19'’ Sandoval |

### Finale
| Arbitro: | Francisco Rivera |

|  |           |                                                                |
|  | Marcatori | 10'20'’ (rig.) Paniagua 19'06'’, 26'18'’ Molina 33'09'’ Zuñiga |

## Campione
COSTA RICA
(3º titolo)

## Classifica finale
| Squadre qualificate per la FIFA Futsal World Cup 2016 |

| Posizione | Squadra    |
| --------- | ---------- |
| 1         | Costa Rica |
| 2         | Panama     |
| 3         | Guatemala  |
| 4         | Cuba       |
| 5         | Messico    |
| 6         | Canada     |
| 7         | Curaçao    |
| 8         | Honduras   |